# George H. W. Bush
George Herbert Walker Bush (Milton, Massachusetts, 1924. június 12. – Houston, Texas, 2018. november 30.) az Amerikai Egyesült Államok 41. elnöke (1989–1993). Korábban ENSZ-nagykövet, CIA-igazgató, illetve – Ronald Reagan elnöksége alatt – alelnök (1981–1989).
Fia, George W. Bush az Egyesült Államok 43. elnöke. Mivel nevük nagyon hasonló, gyakran összetévesztik őket. Ennek elkerülése végett fiát George W. Bushnak szokták nevezni. A W. (Walker) nevet anyai nagyapjáról kapta idősebb Bush és fia is (előbbi ráadásul megkapta dédapja, Herbert nevét is).

## Élete
Prescott Bush és Dorothy Walker fiaként született, tanulmányait a Massachusetts állambeli andoveri Philips Academyben végezte, ahol vezetői és irányítói képességei a helyi baseballcsapat kapitányaként már megmutatkoztak. Végzés után 1942-ben belépett a haditengerészethez.
A második világháborúban a legfiatalabb haditengerészeti pilótaként vett részt, amiért a Distinguished Flying Cross katonai kitüntetésben részesült.
A háború után a Yale Egyetemen folytatta tanulmányait. Tagja volt olyan titkos egyetemi társaságoknak, mint a Skull and Bones vagy a Delta Kappa Epsilon, ahol rengeteg értékes kapcsolatra tett szert.
1946-ban házasságot kötött Barbara Pierce-szel. Házasságukból 6 gyermek született:
- George Walker Bush (1946–)
- Pauline Robinson "Robin" Bush (1949–1953)
- John Ellis "Jeb" Bush (1953–)
- Neil Mallon Bush (1955–)
- Marvin Pierce Bush (1956–)
- Dorothy Bush Koch (1959–)

A családalapításon kívül gazdasági vállalkozásba is fogott, beszállt a világháború után különösen felfutó texasi olajkitermelésbe. Ez a texasi érdekeltség később sokat segített abban, hogy fiát, George-ot az állam kormányzójává válasszák.

### Politikában

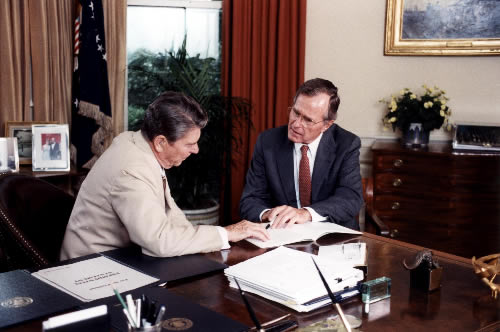
Reagan és Bush egyeztet (1984)

Politikai pályafutása nem kezdődött a legjobban, 1964-ben elbukott a texasi szenátorválasztáson. Utána egy rövid ideig kongresszusi képviselő volt (1966–1968), majd 1970-ben újra sikertelenül próbált bejutni a szenátusba.
Az 1970-es években különböző párttisztségek mellett, hazája ENSZ-nagykövete (1971–1973), majd az első amerikai diplomáciai képviselet vezetője a kommunista Kínában (1974–1975), utána pedig a CIA igazgatója (1976–1977).
Az 1980-as republikánus jelöltállító gyűlésen ugyan alulmaradt Ronald Reagannel szemben, ám Reagan felkérte őt alelnökjelöltjének. Együtt sikerült legyőzniük az elnökválasztáson újrainduló, akkor még hivatalban lévő elnököt, Jimmy Cartert. 1984-ben, az újabb választásokon Reagan és Bush ismét győzni tudott. Sikerük titka, hogy jól kiegészítették egymást: míg Reagan, az egykori színész, jól megértette magát az emberekkel, és karizmatikus vezetőként tudott fellépni, addig Bush jártas volt a hadsereg ügyeiben, a külügyekben, és jó kapcsolatokat ápolt a titkosszolgálatokkal.

### Elnökként

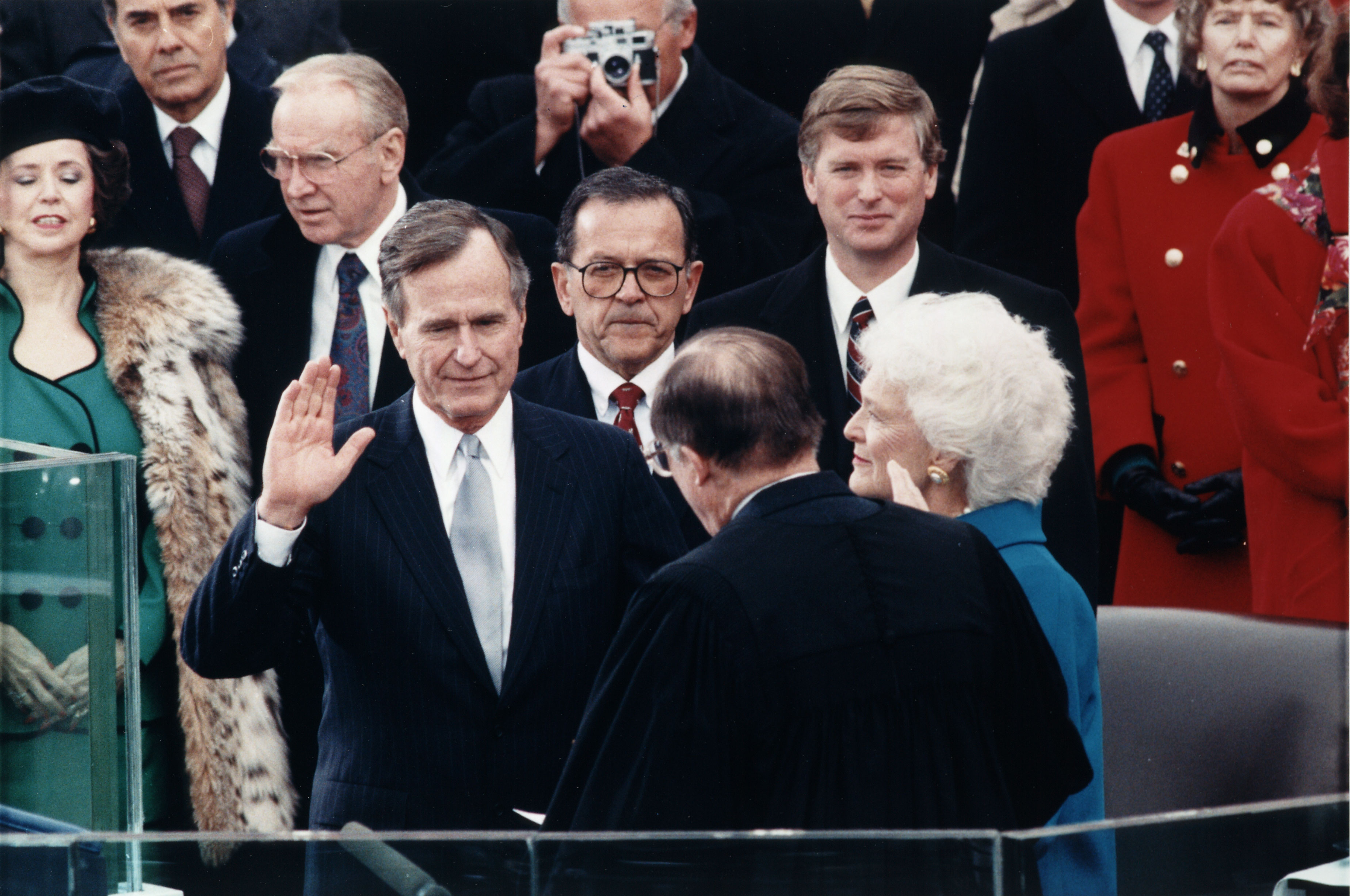
George H. W. Bush leteszi az elnöki esküt (1989. január 20.)

Az 1988-as választásokon már a republikánusok első számú elnökjelöltjeként (alelnökjelöltje Dan Quayle) indult, és – az elektori kollégiumban 426 elektori helyet megszerezve – győzött. A választási beszéde során mondta azóta elhíresült szavait: „read my lips: no new taxes” (olvassák le a számról: nem lesznek új adók)
ez nagyban hozzájárult választási sikeréhez, de beiktatása után szinte azonnal megszegte.
A hidegháború vége és a kommunizmus bukása után elsőként fogalmazta meg az Új Világrend koncepcióját, amely azóta is meghatározza az Egyesült Államok külpolitikáját.
1989 végén amerikai csapatokat küldött Panamába, hogy eltávolítsák a hatalomból az USA-ellenes politikát folytató Manuel Noriega tábornokot. Noriegát gyilkosság és drogcsempészet vádjával letartóztatták, és Floridában 40 év börtönre ítélték.
1989–90-ben a nyugati nagyhatalmak közül egyedül – fenntartások nélkül – támogatta Németország újraegyesítése mielőbbi megvalósítását.

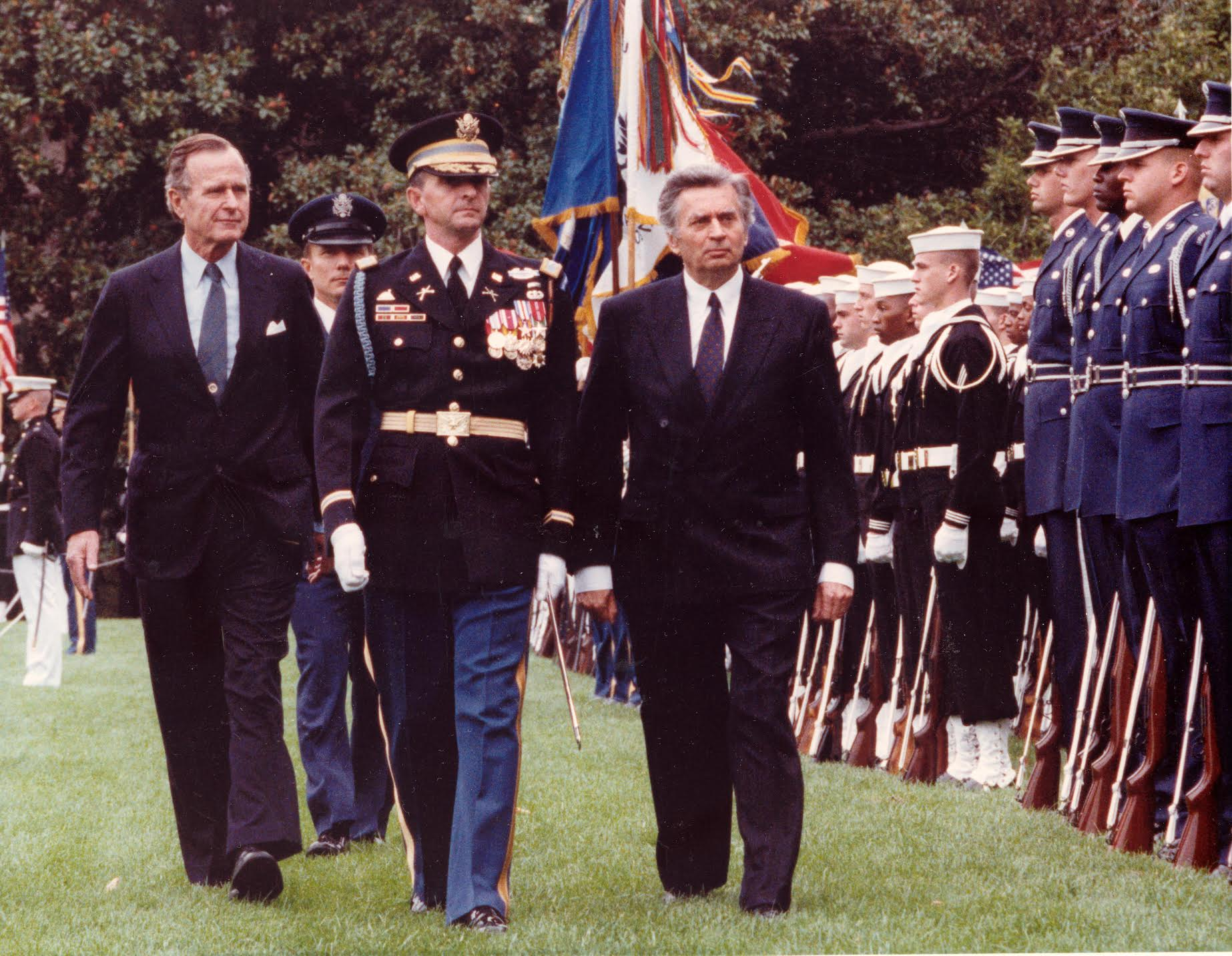
George H. W. Bush Antall Józseffel a Fehér Ház kertjében (1990. október 12.)

A leginkább Bush nevéhez köthető külpolitikai esemény mégis az 1991-es öbölháború volt. Miután 1990-ben Irak megszállta Kuvaitot, az amerikaiak számára veszélyessé vált a korábbi szövetséges Szaddám Huszein állama. Bushnak sikerült meggyőznie a közvéleményt és az ENSZ-et a háború szükségességéről. A „Sivatagi Vihar” fedőnevű hadművelet során öthetes légi hadjárat után, a szövetséges csapatok benyomultak Kuvait, majd Irak területére, ahol a harcok négy nap után befejeződtek. A tűzszüneti megállapodás értelmében Iraknak el kellett fogadni az ENSZ Biztonsági Tanácsa által kidolgozott feltételeket, de Szaddám Huszein megőrizhette hatalmát.
Jóllehet, a háború után Bush népszerűsége magas volt, hivatali idejének végére nyilvánvalóvá vált, hogy az ország belső, gazdasági problémáira nem tudott megoldást találni. 1992-ben, döntően emiatt, nem sikerült újraválasztatnia magát.

### Elnöksége után
Veresége után a politikától visszavonultan élt houstoni, illetve kennebunkporti (Maine) otthonában. Egészségi állapota jónak volt mondható, a 80. és 85. születésnapját például egy ejtőernyős tandemugrással ünnepelte. A nyilvánosság előtt ritkán mutatkozott, de részt vett a hivatalos amerikai delegáció tagjaként II. János Pál pápa temetési szertartásán, valamint Barack Obama amerikai elnök beiktatási vacsoráján fia, George W. Bush és Bill Clinton társaságában. Ezen megjelenése sokakban aggodalmat ébresztett az egykori elnök egészségi állapotát illetően.
2012-ben Parkinson-kórt diagnosztizáltak nála, ami miatt később kerekesszékbe kényszerült.
George H. W. Bush 2018-ban hunyt el Houstonban, 94 éves korában.

## Emlékezete
Az exelnök tiszteletére az amerikai haditengerészet egyik készülő repülőgéphordozóját USS George H. W. Bushnak nevezték el. Ezen kívül a texasi egyetem keretein belül működik a George Bush Elnöki Könyvtár és Múzeum, amely elsősorban az exelnök életével, munkásságával kapcsolatos anyagokat gyűjti.
A magyar kormány 2020 szeptemberében bejelentette, hogy a volt elnök szobrot kap a budapesti Szabadság téren a közép- és kelet-európai kommunista uralom bukásának harmincadik évfordulója alkalmából. A szobrot 2020. október 23-án avatták fel.
2001-ben elnyerte a Magyar Érdemrend nagykeresztje a nyaklánccal és az arany sugaras csillaggal kitüntetést.

## Könyvei magyarul
- George Bush–Victor Gold: Előre tekintve. Önéletrajz; ford. Göncz Árpád; Széchenyi, Bp., 1989
- George Bush–Brent Scowcroft: Átalakított világ; ford. Magyarics Tamás, Bojtár Péter; Antall József Tudásközpont, Bp., 2014